# Dysoxylum spectabile
Genre
Classification APG II (2003)
Répartition géographique
Kohekohe, nom maori de l'espèce dysoxylum spectabile, parfois également appelé acajou de Nouvelle-Zélande, est un arbre endémique de la Nouvelle-Zélande. Son aire de répartition couvre la totalité de l'île du Nord, ainsi que les terres des Marlborough Sounds dans la partie septentrionale de l'île du Sud.

## Distribution
L'aire de répartition du Kohekoke est limitée à la Nouvelle-Zélande. L'arbre y est endémique. Plus précisément, sa distribution se limite à la totalité de l'île du Nord, ainsi qu'aux terres émergées des Marlborough Sounds, dans la partie septentrionale de l'île du Sud.

## Caractéristiques
Le Kohekohe est un arbre pouvant mesurer jusqu'à quinze voire dix-sept mètres de hauteur et doté d'une canopée étalée. Le tronc peut mesurer jusqu'à un mètre de diamètre. L'écorce est de couleur verte en surface et brun pâle en-dessous. Les feuilles poussent par groupes le long d'une tige, avec trois ou quatre paires de grandes folioles vert foncé luisantes et une cinquième à l'extrémité de la tige. La forme des feuilles est imparipennée. Les fleurs sont de petite taille, environ trente millimètres de diamètre, charnues ; elles se présentent sur des panicules sortant directement du tronc et des branches,.
La capsule du fruit est obovoïde, c'est-à-dire en forme d'œuf renversé de deux à trois centimètres de longueur, orange à écarlate et recouvert d'une enveloppe ; chaque capsule contient trois à quatre graines,,.
La croissance du kohekohe est assez rapide. Les arbres se développent particulièrement bien sur des sols humides et riches en humus, de préférence en position d'abri. L'essentiel de la pollinisation est assurée par des chauve-souris et des petits oiseaux. La floraison n'a lieu qu'une années sur deux, l'année intermédiaire étant celle de la production des graines,,.

Tronc et feuilles du Kohekohe
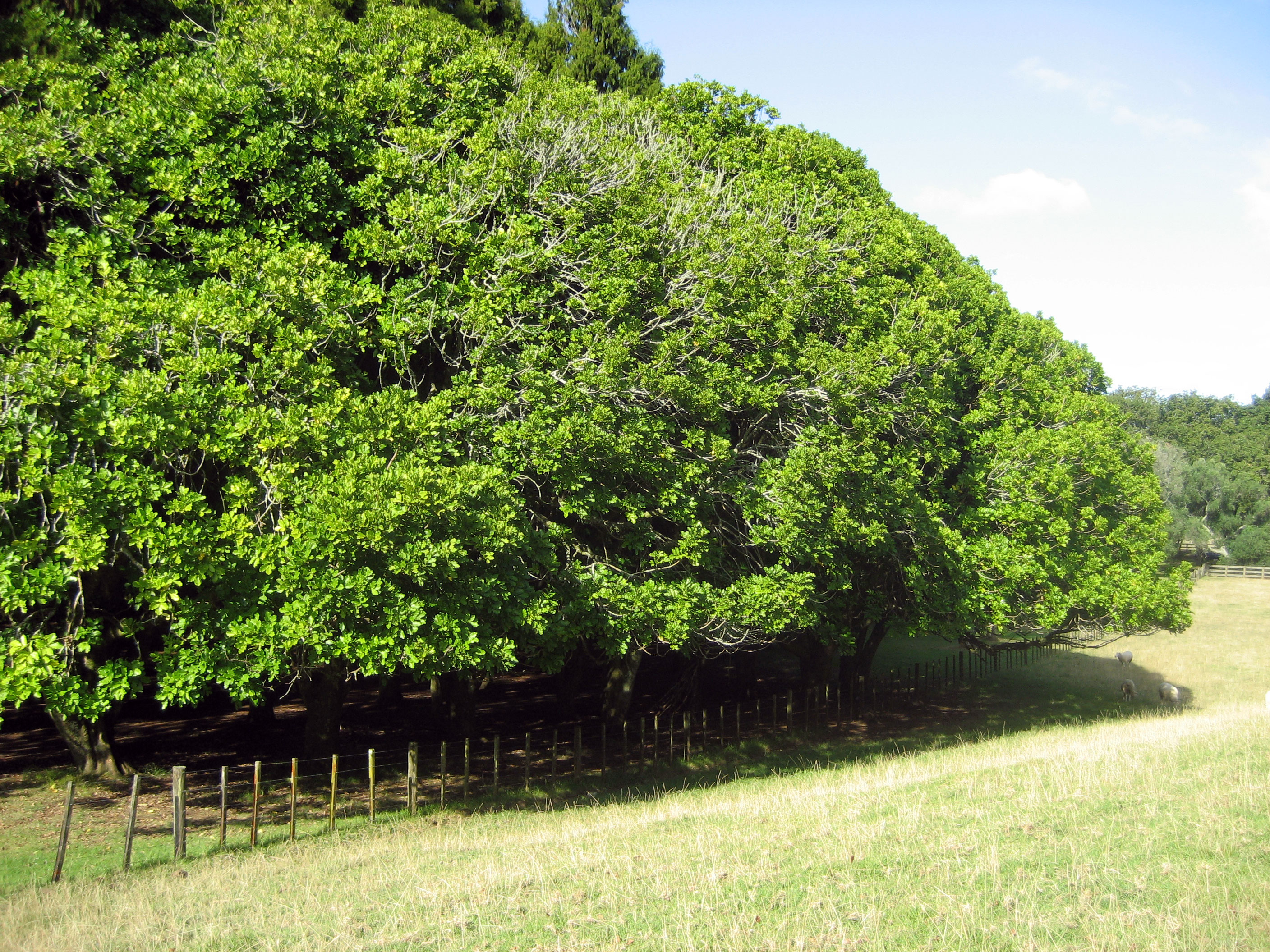
Un groupe de kohekohe à Cornwall Park (en)
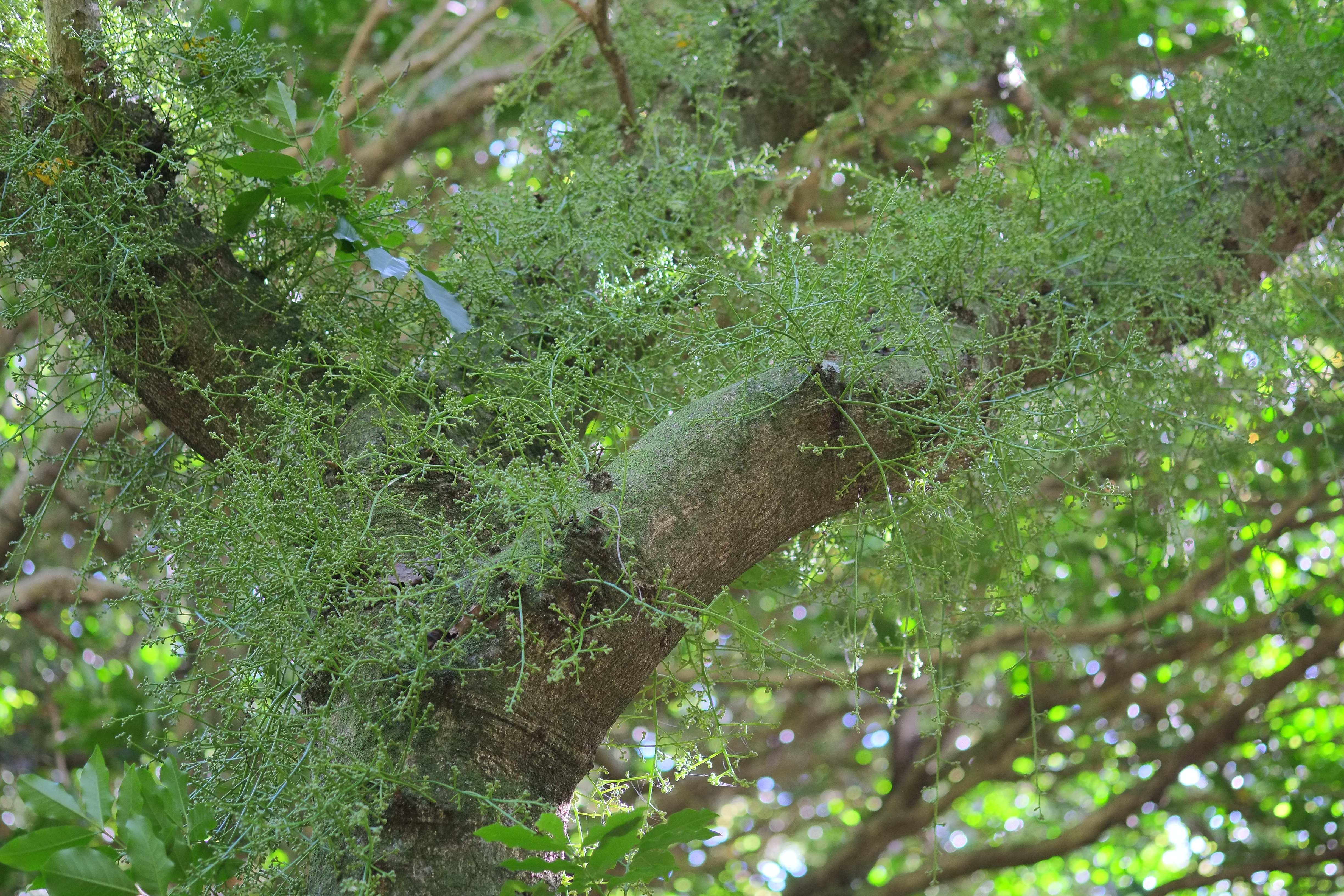
Tronc de Kohekohe portant des fleurs.
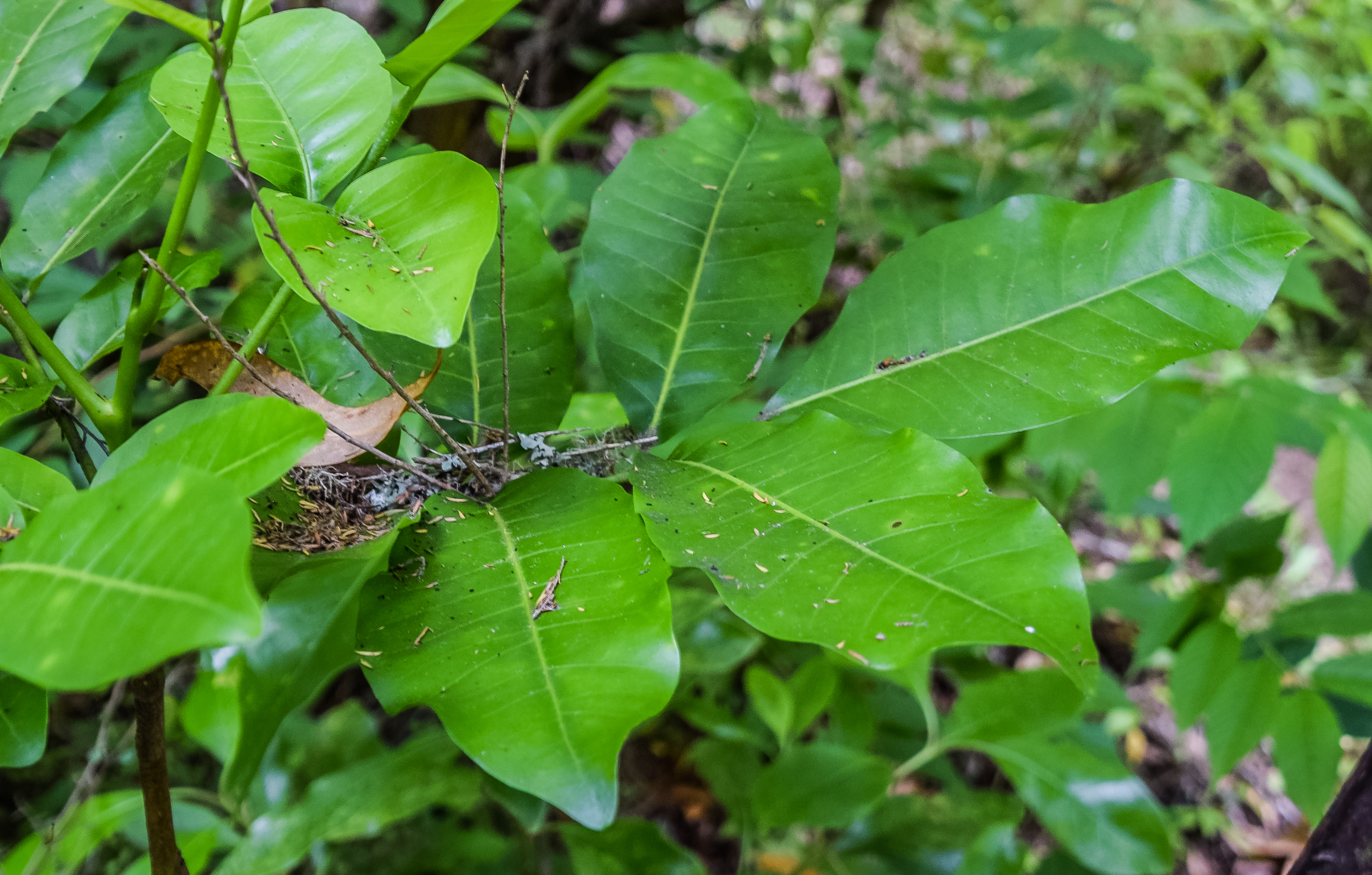
Des feuilles de l'arbre dans l'arboretum d'Eastwoodhill (en)

Fleurs et fruits du Kohekohe
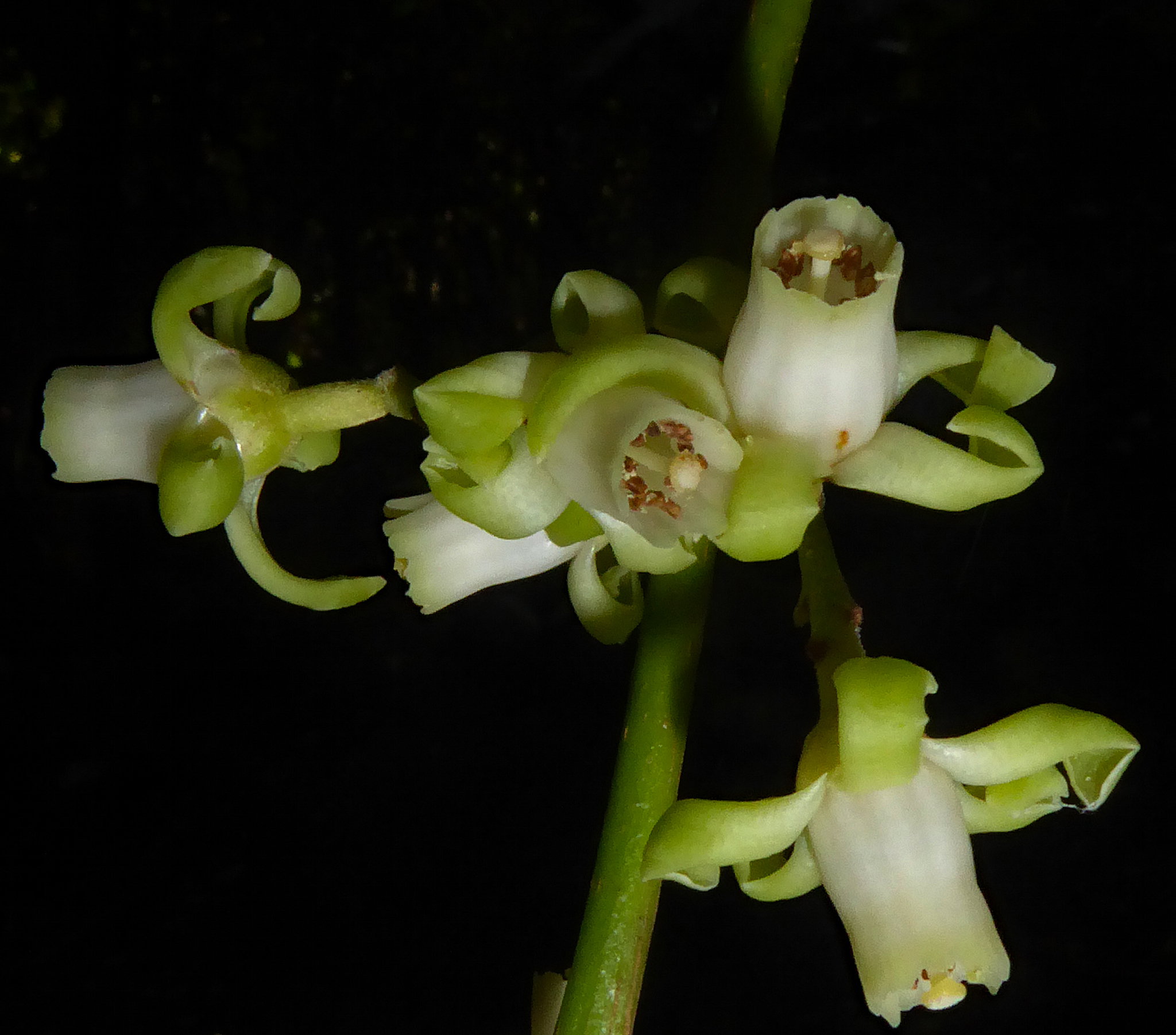
Des fleurs de kohekohe.
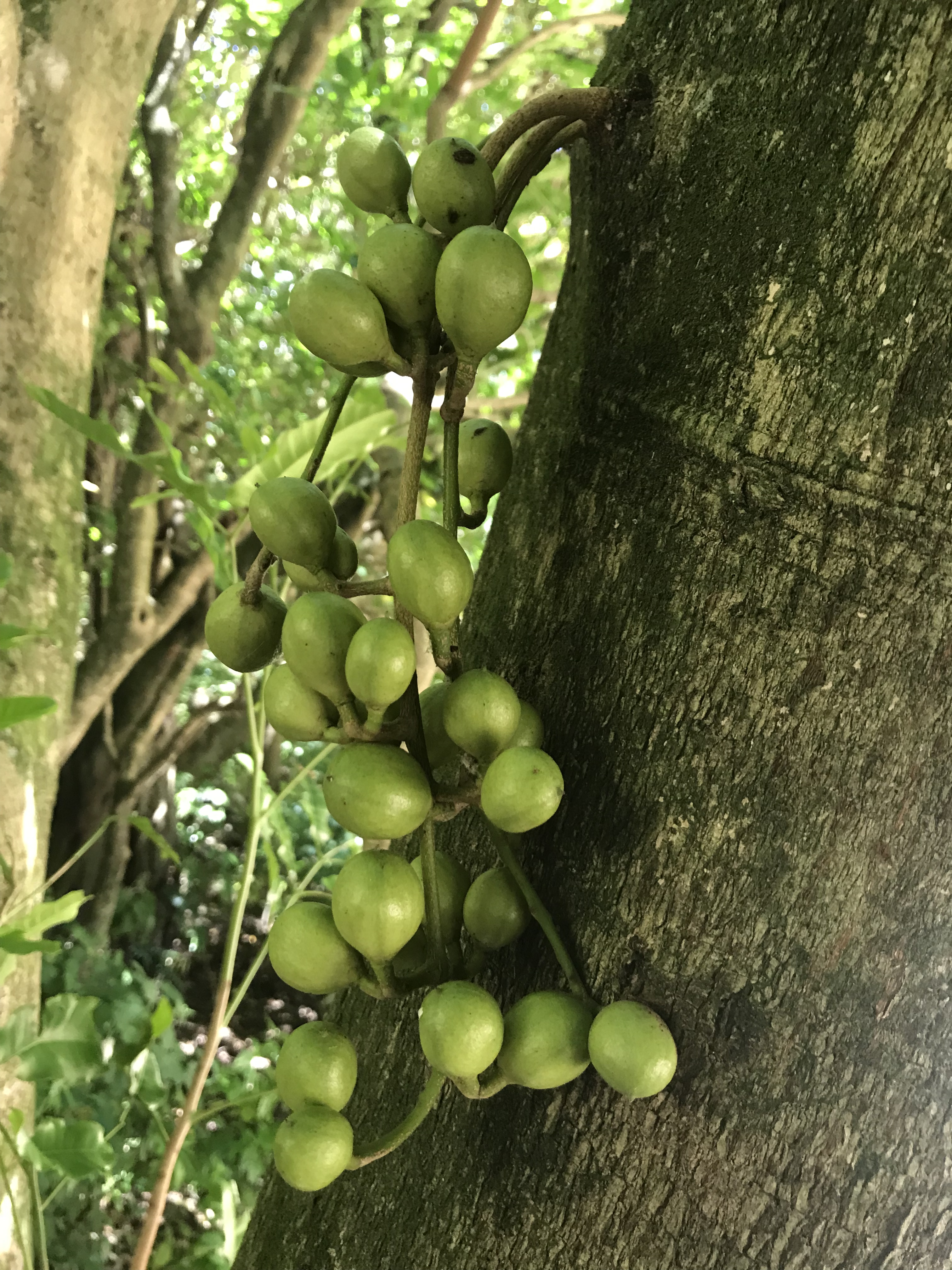
Des fruits de kohekohe encore verts, au jardin botanique de Wellington (en).
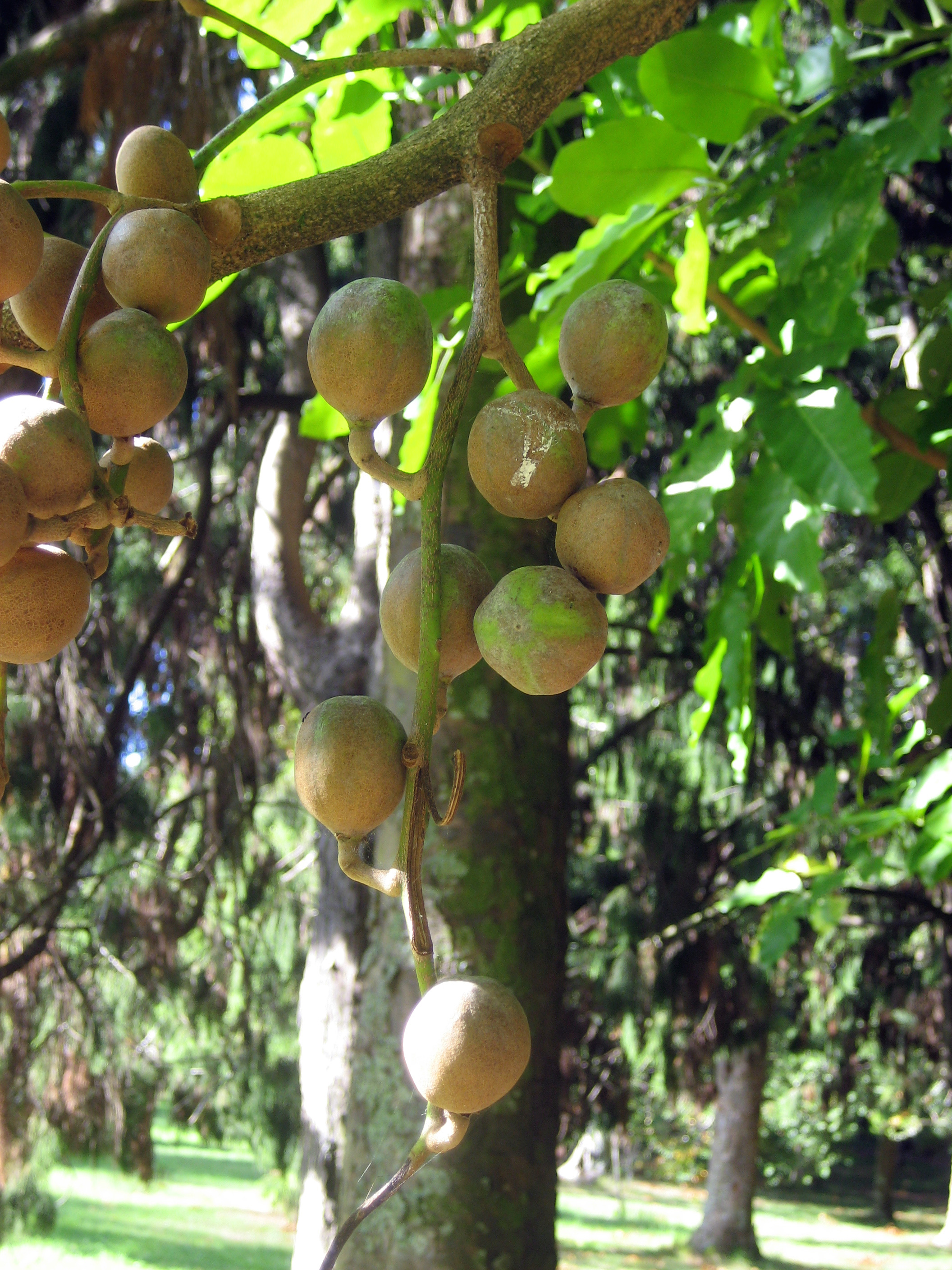
Des fruits de kohekohe en cours de mûrissement à Auckland.

## Usages
Toutes les parties du kohekohe sont fortement astringentes. Les feuilles prélevées sur la partie de l'arbre exposée au soleil, une fois bouillies, peuvent être utilisées en cataplasme pour soigner les affections cutanées, arrêter les saignements, nettoyer les blessures et plaies, ainsi que comme gargarisme en cas de maux de gorge. La vapeur produite durant l'opération était utilisée pour traiter l'asthme, le rhume ou la fièvre.
Écorce ou feuilles peuvent également être appliquées sur le sein pour arrêter l'écoulement du lait. Ces mêmes produits peuvent être utilisés en infusion pour les maux d'estomac ou les toux irritantes.
Enfin, le kohekohe peut être utilisé en association avec l'écorce de melicytus micranthus (pl) ou (manakura), la vigne clematis paniculata (puawānanga), la tige de phormium tenax (korare) et les feuilles de Leptospermum scoparium (manuka) pour les hémorragies féminines, les hémorroïdes, les troubles sanguins, rénaux et les éruptions cutanées.

## Menaces et protection
L'espèce n'est pas menacée. Toutefois, dans les zones de prolifération des opossums et des rats, la régénération des kohekohe est difficile. En effet les premiers broutent les fleurs et défolient les branches, empêchant ainsi le renouvellement des individus, et  les seconds mangent les graines. En conséquence, les populations de kohekohe sont plus particulièrement florissantes sur les îles où les rats et les opossums n'ont jamais été introduits ou ont été éradiqués.
Des exemples de restauration rapide de la population de kohekohe après un strict contrôle de la population des opossums ont été observés, notamment à Motatau dans le Northland.